# セイナヨキ
セイナヨキ(フィンランド語: Seinäjoki [ˈsei̯næˌjoki] ( 音声ファイル)、スウェーデン語: Östermyra)は南ポフヤンマー県に属する、フィンランドの基礎自治体である。セイナヨキ郡に属する。2009年に近隣のヌルモ、ユリスタロと合併した。

## 概要
セイナヨキの中心部にはアルヴァ・アールトの設計による市立図書館とラケウデン・リスティ教会が立地している。
セイナヨキは「タンゴマルッキナト」という祭りが行われることで有名である。期間中には10万人もの人々がこの地を訪れる。また、「プロヴィンッシロック」という、フィンランドで最大のロック・フェスティバルが行われる。
最寄りの空港はセイナヨキ空港で、11キロメートルほど南のイルマヨキにある。
セイナヨキに本社を置く食品会社アトリア社は2009年に13億1600万ユーロの売り上げがあった。

## セイナヨキ出身の人物
- ヴェリ・ランピ - サッカー選手
- マリ・キビニエミ - 政治家、フィンランド第62代首相

## 姉妹都市
- コシャリン （ポーランド）
- シュヴァインフルト （ドイツ）
- ショプロン （ハンガリー）
- サンダーベイ （カナダ）